# Welin Kowalenko
Welin Kowalenko (* 8. Januar 1995) ist ein bulgarischer Mittelstreckenläufer, der sich auf den 800-Meter-Lauf spezialisiert hat.

## Sportliche Laufbahn
Erste internationale Erfahrungen sammelte Welin Kowalenko im Jahr 2015, als er bei den Balkan-Meisterschaften in Pitești in 1:52,66 min den vierten Platz im B-Lauf belegte. 2021 gewann er bei den Balkan-Hallenmeisterschaften in Istanbul in 3:18,28 min die Bronzemedaille mit der bulgarischen 4-mal-400-Meter-Staffel.
2016 wurde Kowalenko bulgarischer Meister im 800-Meter-Lauf im Freien sowie 2015 und 2016 in der Halle.

## Persönliche Bestleistungen
- 400 Meter: 49,10 s, 8. August 2020 in Sofia
  - 400 Meter (Halle): 48,40 s, 6. Februar 2021 in Sofia
- 800 Meter: 1:52,14 min, 18. Juli 2015 in Stara Sagora
  - 800 Meter (Halle): 1:53,88 min, 20. Februar 2016 in Dobritsch